# Лапченко Григорій Гнатович
Григорій Гнатович Лапченко (25 січня 1801, Валява, Київська губернія, Російська імперія — 1876, Санкт-Петербург) — художник, історичний живописець, портретист, академік Петербурзької академії мистецтв (1842). Був одружений з відомою італійською натурницею Вітторією Кальдоні (Vittoria Candida Rosa Caldoni). Через ряд життєвих обставин його художня спадщина значною мірою втрачена. В живописі демонстрував поєднання канонів класицизму та натуралізму, характерні для академічного мистецтва 1840-х р. та «ортодоксальної лінії романтизму».

## Біографія

### Ранні роки
Близько століття в мистецтвознавчій літературі панувала версія, що Лапченко Григорій був кріпаком графа Воронцова Михайла Семеновича. Однак пізніше була виявлена його автобіографія (анкета 1869 р. заповнена ним для довідника Академії), з якої випливало, що він — син козака Ігнатія Васильовича Лапи та Ірини Іванівни або Петренко, батько служив церковним старостою в рідному селі Валява. За твердженням італійської дослідниці Ріти Джуліані (Римський університет ла Сап'єнца), все ж одне могло не виключати іншого — родина художника могла бути закріпачена в період правління Катерини ІІ. Кріпаком було названо також Лапченка Григорія і в довіднику Академії мистецтв в 1879 р.
З 11-річного віку він навчався в Корсуні у художника-іконописця Степана Превлоцького, а потім в Білій Церкві у Якова Нікітіна — колишнього художника князя Григорія Потьомкіна. Талант живописця був помічений графом Воронцовим, і завдяки його клопотанням в 1822—1829 роках Лапченко навчався в Петербурзькій Академії мистецтв в класі Іванова Андрія Івановича. Майстерня в якій працював Лапченко розташовувалась в будинку Воронцова, за відсутністю в Іванова «зручного місця для занять».
У 1825 р. за малюнки з натури відзначений срібною медаллю II ступеня. У 1829 р. представив Раді Академії випускну роботу «Киянин, що несе Претичу вість про печенігів». Дана робота була нагороджена Великою золотою медаллю, наданої Товариством заохочення мистецтв, що за твердженням Р. Джуліані, підтверджувало кріпосний статус Лапченка, який навчався в Академії у званні «стороннього учня».

### Італія
Разом зі своїм товаришем Івановим Олександром Андрійовичем, сином свого вчителя Іванова А., Лапченко відправляється в Рим (поїздку наполовину оплачували граф Воронцов і Товариство заохочення мистецтв), виконувати копії з творів італійських художників. До цього періоду відносяться деякі роботи художника, які зберігалися в Одесі в колишньому палаці Воронцових до 1941 року. Серед робіт, виконаних на замовлення Воронцова, згадувалися «Сілоамська купіль» і «Філомена у в'язниці яка вишиває на полотні». Художник також писав портрети, збереглося виконане ним зображення педагога та історика Кайданова Івана Кузьмича.
В Римі Лапченко та Іванов орендували сусідні студії на пагорбі Пінчо, де оселялись художники-іноземці. Вихідці з Російської імперії тісно спілкувались, обговорювали плани та свої роботи. Коли Іванов захворів — Лапченко писав під його диктування і допомагав підтримувати зв'язок з родиною. В тому ж 1831 році вони разом відправились до містечка Альбано, де орендували кімнату в родини Кальдоні, старша донька яких — Вітторія — була знаменитою вже на той час натурницею. Коли точно відбулося знайомство не відомо, але в листах Іванова до своїх сестер влітку 1831 року Вітторія згадується неодноразово, але явно в контексті, що про неї вже раніше згадувалось.

## Відома творчість
- Картина «Киянин сповіщає Претича про наближення до Києва печенігів» (1829);
- Картина «Купальниця» (початок 1830-х);
- Картина «Сусанна і старці» (закінчена не пізніше 23.11.1831) — полотно, олія, розмір 200х149 см, з 1833 року експонувалася на виставці в Імператорській академії мистецтв, з 1897 р. експонується в Російському музеї;
- Картина «Ранок» (1830);
- Портрет Вітторії Кальдоні (1834);
- Портрет історика Кайданова І.К.;
- Портрет графа Бутурліна Д.П.;
- Портрет статського радника Звєрєва П.Є.;

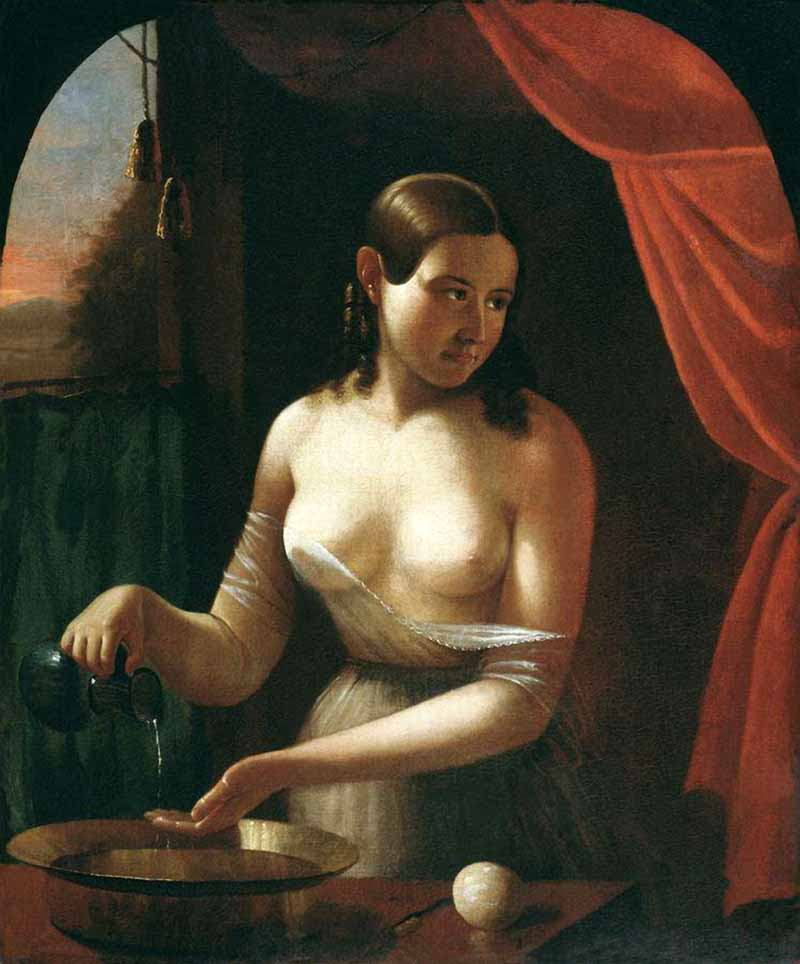
«Ранок», 1830, Харківський художній музей
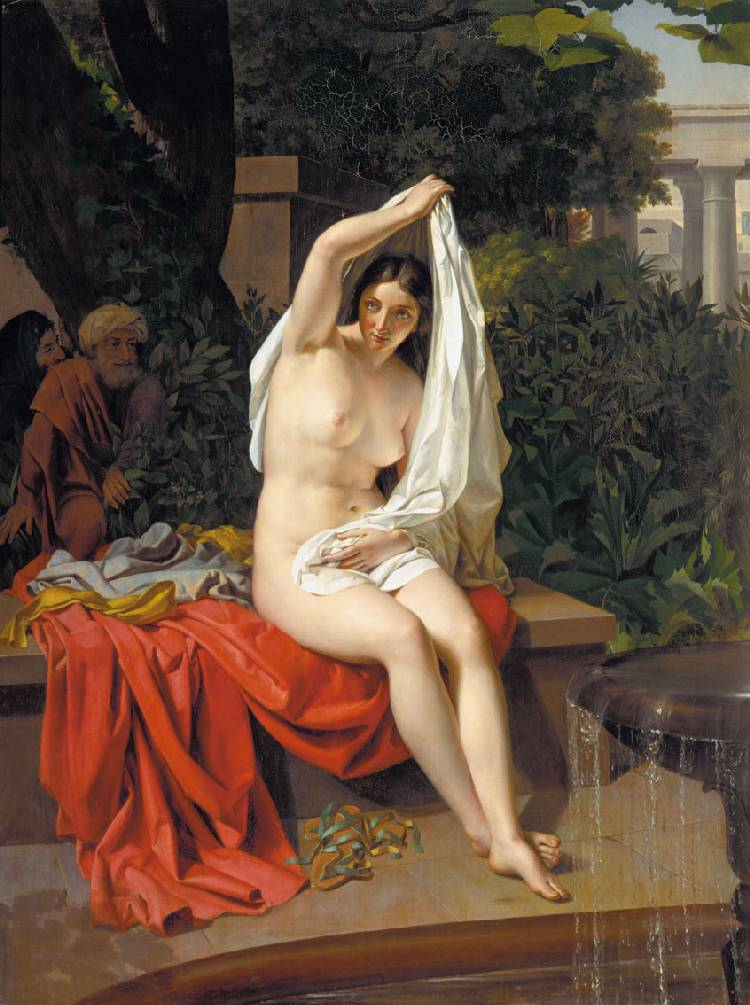
Сусанна, 1842, Державний Російський музей
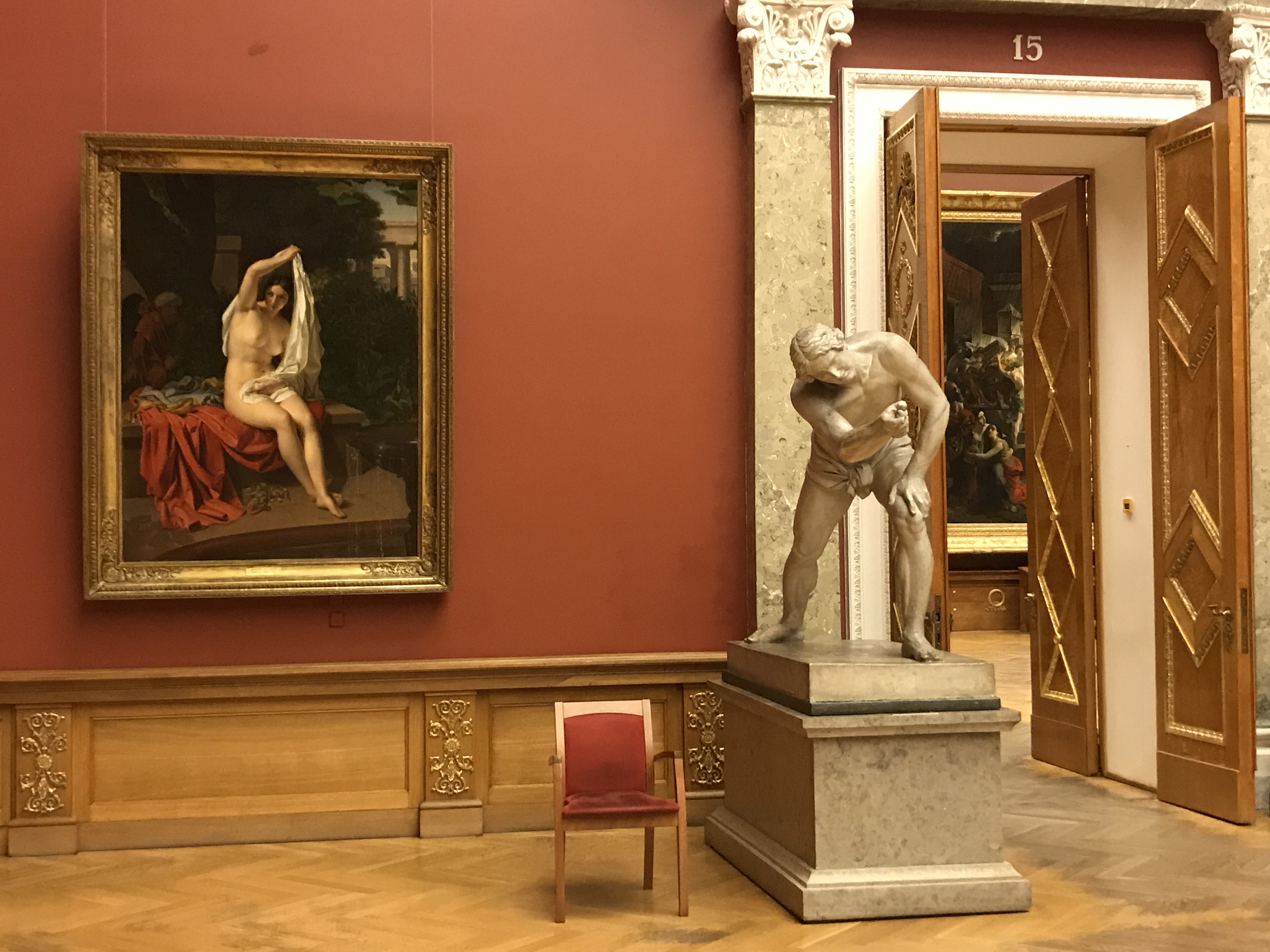
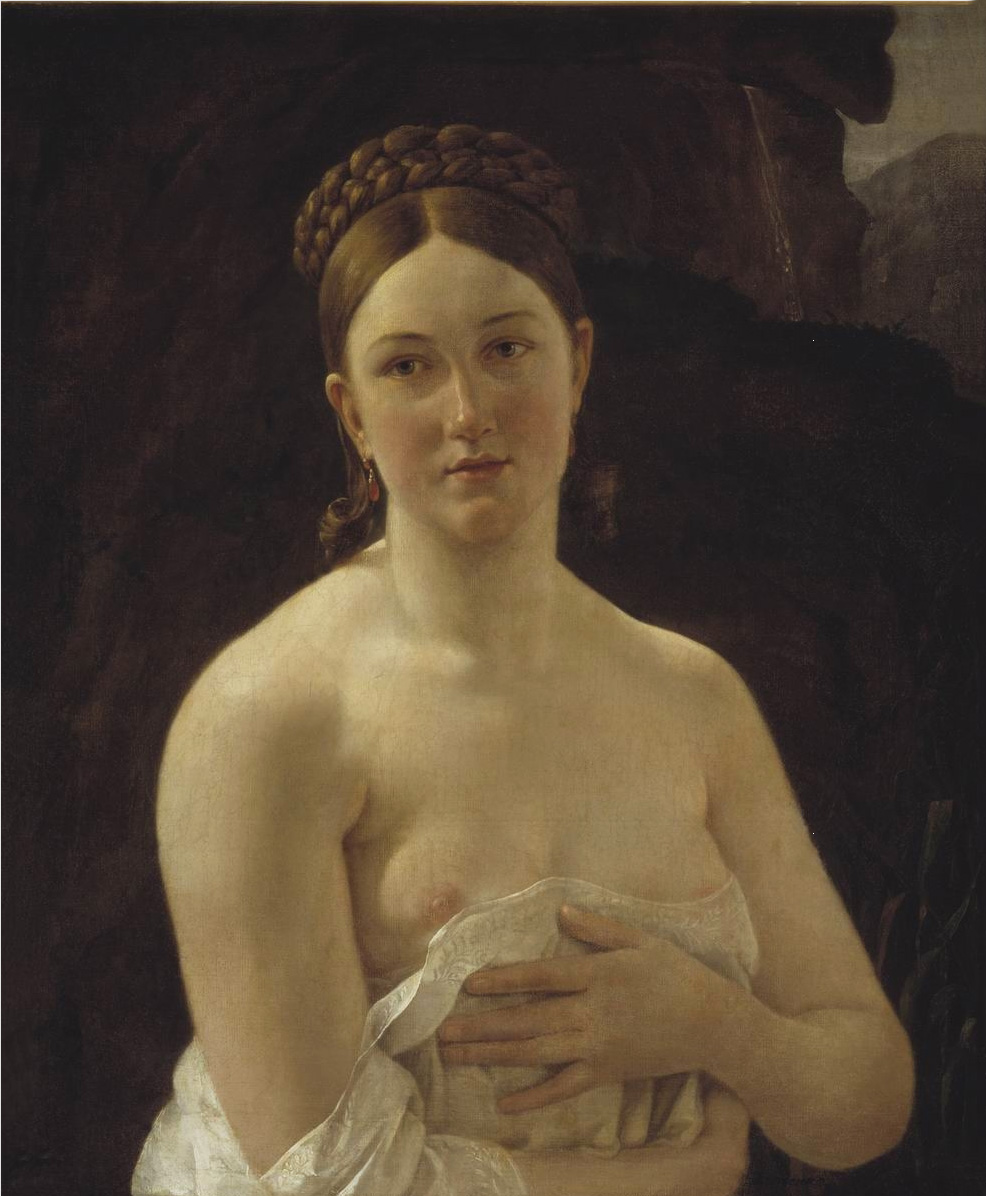
«Купальниця». 71×58 см. Державна Третьяковська галерея. Початок 1830-х (?)
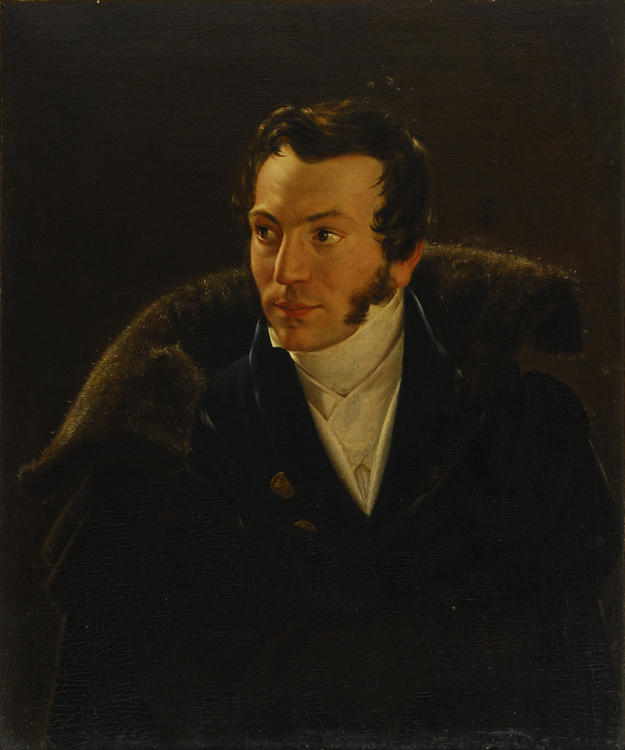
«Портрет історика І. К. Кайданова». 68×58 см. «Рязанський державний обласний художній музей ім І. П. Пожалостіна
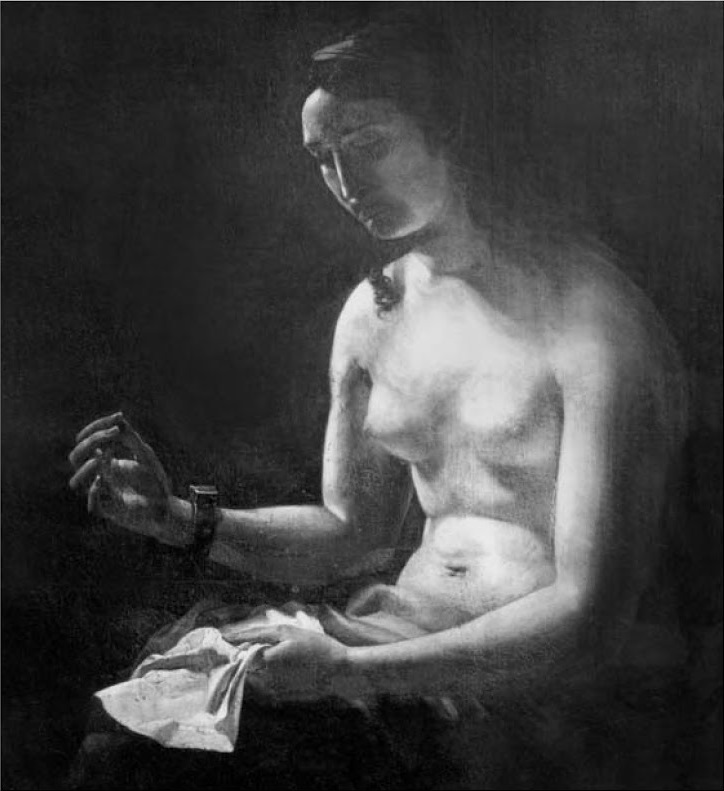
«Філомена у в'язниці, яка вишиває на полотні». До 1941 картина знаходилася у Воронцовському палаці
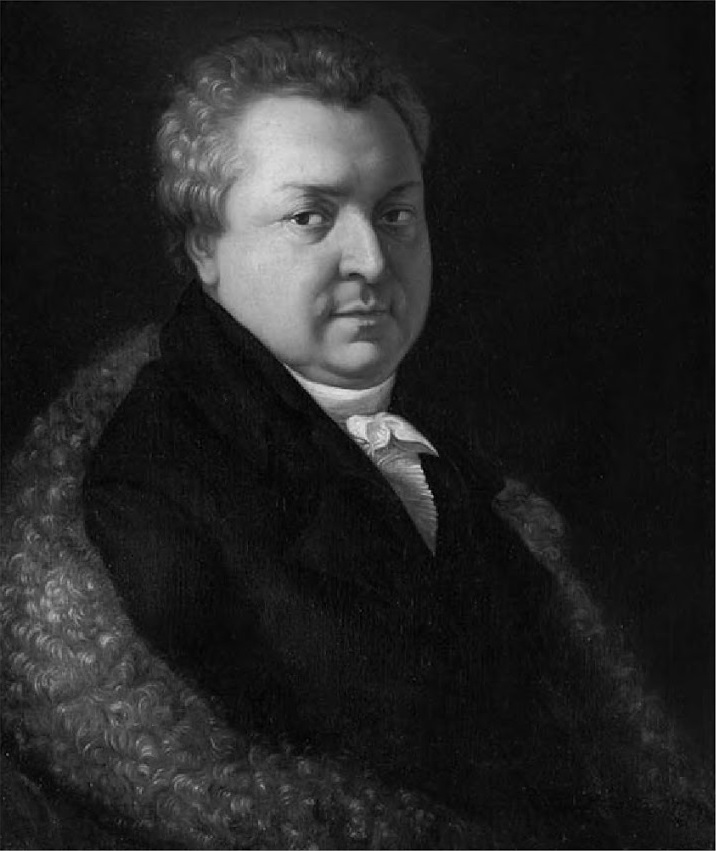
«Чоловічий портрет» (граф Дмитро Петрович Бутурлін?). 68×57 см, Воронцовський палац
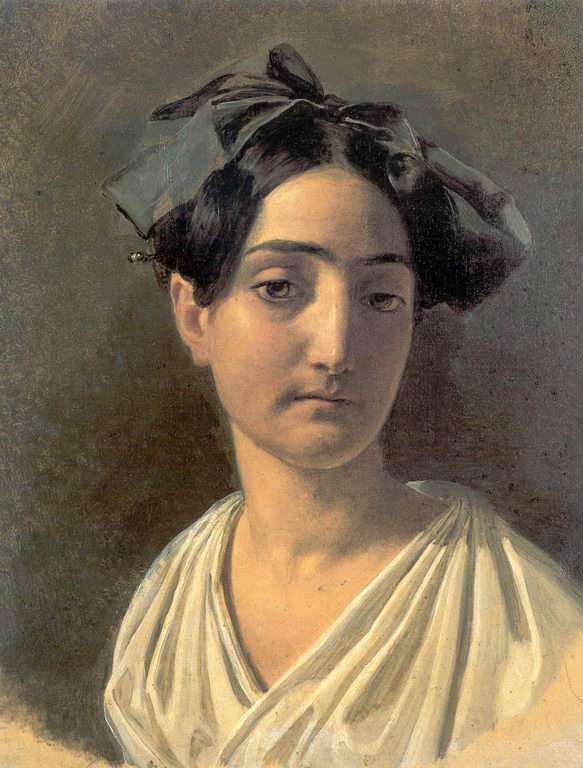
Дружина Вітторія Кальдіні, 1834